# Władimir Krajniew
Władimir Wsiewołodowicz Krajniew, ros. Владимир Всеволодович Крайнев (ur. 1 kwietnia 1944 w Krasnojarsku, zm. 29 kwietnia 2011 w Hanowerze) – rosyjski pianista.

## Życiorys
Ukończył szkołę muzyczną w Charkowie oraz Centralną Szkołę Muzyczną w Moskwie, następnie studiował w Konserwatorium Moskiewskim u Stanisława Neuhausa (1962–1964) i Heinricha Neuhausa (1964–1967). W latach 1967–1969 odbył w Konserwatorium Moskiewskim studia aspiranckie. Zdobył II nagrodę na Międzynarodowym Konkursie Pianistycznym w Leeds (1963), I nagrodę na Konkursie Pianistycznym im. José Vianna da Motta w Lizbonie (1964) oraz I nagrodę na Międzynarodowym Konkursie Muzycznym im. Piotra Czajkowskiego w Moskwie (1970). Koncertował w Europie i Stanach Zjednoczonych. Często występował wspólnie z żoną, wiolonczelistką Karine Georgian. Był członkiem jury XV Międzynarodowego Konkursu Pianistycznego im. Fryderyka Chopina (2005).
Odznaczony rosyjskim Orderem „Za zasługi dla Ojczyzny” IV (1997) i III stopnia (2004), Państwową Nagrodą Federacji Rosyjskiej (2003) oraz ukraińskim Orderem „Za zasługi” III stopnia (2004).